# Saikano
Saikano, känd i Japan som Saishū Heiki Kanojo (最終 兵器 彼女 Saishū Heiki Kanojo?, "Hon, domedagsvapnet" eller "Min flickvän, domedagsvapnet") är en japansk anime, manga och OVA av Shin Takahashi.